# Daler Adjamowitsch Kusjajew
Daler Adjamowitsch Kusjajew (russisch Далер Адьямович Кузяев; englisch Daler Adjamovich Kuzyayev; * 15. Januar 1993 in Nabereschnyje Tschelny) ist ein russischer Fußballspieler.

## Karriere

### Verein
Bis 2004 war er in der Jugend von FK Orenburg aktiv. Anschließend verließ er den Verein und ging zu Kolomiaygi Sankt Petersburg. 2007 wechselte er in die Jugend von Zenit St. Petersburg.
2012 begann seine Profikarriere. Nun spielte er für Kareli Petrozavodsk in der 2. Fußball-Division (Russland). Der erste Einsatz hier, war der  23. Juli 2012 in der Liga-Partie gegen FC Spartak Kostroma. 2013 schloss er sich für ein Jahr FK Neftechimik Nischnekamsk an.
2014 stand er in der Premjer-Liga für Terek Grosny unter Vertrag. Das Ligadebüt folgte am 15. Mai 2014 in der Partie gegen Rubin Kasan. Im Juni 2017 unterzeichnete er einen Dreijahresvertrag bei Zenit St. Petersburg. Am 16. Juli 2017 schoss er direkt im ersten Ligaspiel der Saison 2016/17 sein erstes Profi-Tor gegen SKA-Energija Chabarowsk.
2017 wechselte Kusjajew zu Zenit St. Petersburg. Im Sommer 2023 folgte sein nächster Wechsel zum Le Havre AC.

### Nationalmannschaft
Kusjajew gab sein Debüt für die russische Nationalmannschaft am 7. Oktober 2017 im Freundschaftsspiel gegen Südkorea das 4:2 gewonnen wurde. Nationaltrainer Stanislaw Tschertschessow berief ihn sowohl in den vorläufigen als auch in den endgültigen Kader zur Fußball-Weltmeisterschaft 2018. Zur Fußball-Europameisterschaft 2021 wurde er in den Kader Russlands berufen, kam aber mit diesem nicht über die Gruppenphase hinaus.

## Erfolge
Zenit St. Petersburg
- Russischer  Meister: 2018/19, 2019/20
- Russischer Fußballpokal: 2019/20